# Coenraad Kühn
Coenraad Kühn, auch Cornelius Kuhn oder Coenraad Kuhn (* 13. Februar 2022), ist ein Leichtathlet aus Namibia, der im Kugelstoßen an den Start geht.
Kühn wird vom bekannten namibischen Leichtathletiktrainer Henk Botha trainiert, der auch für Christine Mboma zuständig ist.

## Sportliche Laufbahn
Kühn egalisierte mit einer Weite von 17,10 Metern im Februar 2024 den ältesten namibischen Leichtathletikrekord von Derreck Wiggill aus dem Jahr 1969. Wenige Monate später erreichte er bei den namibischen Leichtathletik-Meisterschaften 17,54 Meter und im Juni 2024 bei den Leichtathletik-Afrikameisterschaften mit 17,65 Meter erneut einen namibischen Rekord. Dort wurde er sechster. Den gleichen Rang hatte Kühn bei den Afrikaspielen 2023 erreicht. Im Januar 2025 begann er die Saison mit einem weiteren namibischen Rekord. Er ist der erste Namibier, der die 18-Meter-Marke übertreffen konnte.

## Persönliche Bestleistungen
Kugelstoßen: 18,09 m, 25. Januar 2025 in Swakopmund (namibischer Rekord)